# Macropodinae
Los macropodinos (Macropodinae) son una subfamilia de marsupiales diprotodontos perteneciente a la familia Macropodidae. Posee 8 géneros y por lo menos 51 especies.
Las especies de la subfamilia tienen diferentes nombres comunes, que no corresponden necesariamente a divisiones taxonómicas. El nombre común para estos animales es canguro, aunque algunas especies tienen nombres particulares como walabí, walarú, dorcopsis, pademelón, etc. 
Las especies denominadas en conjunto canguro, walabí y walarú comúnmente pertenecen a los mismos géneros, y se diferencian solo por el tamaño de la especie, siendo los llamados canguro las mayores y las denominadas walabí las menores. Por ejemplo, en el género Macropus se encuentran las especies Macropus parma, llamado walabí de Parma (3,2 - 6 kg), Macropus giganteus (canguro gigante, ~110 kg) y Macropus antilopinus, que a veces es denominado canguro antílope y otras walarú antílope.
Las especies del género Dendrolagus son arborícolas, tiene masas corporales de entre los 4 y 13 kg, y poseen una cola no prensil relativamente larga.
Los géneros Dorcopsis y Dorcopsulus comparten el nombre común dorcopsis.

## Clasificación
- Género †Baringa
- Género †Bohra
- Género †Congruus
- Género †Fissuridon
- Género †Prionotemnus
- Género †Protemnodon
- Género †Synaptodon
- Género †Troposodon

- Género Dendrolagus (canguros arborícolas)
  - Dendrolagus bennettianus
  - Dendrolagus matschiei
  - Dendrolagus goodfellowi
  - Dendrolagus inustus
  - Dendrolagus dorianus
  - Dendrolagus mbaiso
  - Dendrolagus ursinus
  - Dendrolagus pulcherrimus
  - Dendrolagus scottae

- Género Dorcopsis (dorcopsis)
  - Dorcopsis atrata
  - Dorcopsis hageni
  - Dorcopsis luctuosa
  - Dorcopsis muelleri

- Género Dorcopsulus (dorcopsis)
  - Dorcopsulus macleayi
  - Dorcopsulus vaheurni

- Género Lagorchestes (walabís)
  - †Lagorchestes asomatus
  - Lagorchestes conspicillatus
  - Lagorchestes hirsutus
  - †Lagorchestes leporides

- Género Macropus (walabís, canguros y walarús)
  - Macropus agilis
  - Macropus antilopinus
  - Macropus bernardus
  - Macropus dorsalis
  - Macropus eugenii
  - Macropus fuliginosus
  - Macropus giganteus
  - †Macropus greyi
  - Macropus irma
  - Macropus parma
  - Macropus parryi
  - Macropus robustus
  - Macropus rufogriseus
  - Macropus rufus

- Género Onychogalea (walabís de rabo pelado)
  - Onychogalea fraenata
  - †Onychogalea lunata
  - Onychogalea unguifera

- Género Petrogale (walabís de las rocas)
  - Petrogale brachyotis
  - Petrogale burbidgei
  - Petrogale concinna
  - Petrogale persephone
  - Petrogale rothschildi
  - Petrogale xanthopus
  - Petrogale assimilis
  - Petrogale coenensis
  - Petrogale godmani
  - Petrogale herberti
  - Petrogale inornata
  - Petrogale lateralis
  - Petrogale mareeba
  - Petrogale penicillata
  - Petrogale purpureicollis
  - Petrogale sharmani

- Género Setonix
  - Setonix brachyurus

- Género Thylogale (pademelones)
  - Thylogale billardierii
  - Thylogale browni
  - Thylogale brunii
  - Thylogale stigmatica

- Género Wallabia
  - Wallabia bicolor